# 小行星3042
小行星3042（3042 Zelinsky）是一颗围绕太阳公转的小行星。1981年3月1日，舒爾特·巴斯在赛丁泉山发现了此天体。
該小行星以美國數學家大衛·S·澤林斯基（David S. Zelinsky）命名。
这颗小行星的绝对星等为69.99627等。